# Porcinyans
Porcinyans és un antic poble de la comuna de Nyer, a la comarca del Conflent, a la Catalunya del Nord.
El Mas d'en Porcinyans, únic vestigi conservat del poble, és situat a 1.030,4 metres d'altitud en el sector nord-oriental del terme de Nyer, a llevant del poble cap de la comuna.